# دفتر مذكرات السماء
دفتر مذكرات السماء (باليابانية: 神様のメモ帳، بالروماجي:  Kami-sama no Memo-chō) هي رواية خفيفة من تأليف هيكارو سوغي ورسوم مَيل كيشيدا، نشرت في 25 يناير عام 2007 حتى 10 سبتمبر عام 2014 ، وتكونت من 9 مجلدات،  أنتجت إلى أنمي تلفزيوني من قبل استوديو جاي سي ستاف، عرض الأنمي في 2 يوليو عام 2011 حتى 24 سبتمبر عام 2011، وتكون 12 حلقة. 

## القصة
فوجيشيما نارومي تلميذ في المرحلة الثانوية، ينتقل كثير من مدرسة إلى أخرى بسبب عمل والده، ينتقل إلى مدرسة جديدة في طوكيو مؤخرا، يلتقي بفتاة فيها تدعى شينوزاكي أياكا، وعن طريقها يتلقي بمجموعة من الغرباء التقى بهم سابقا بالصدفة، هؤلاء الغرباء هم مجموعة من النييت (هم أشخاص عاطلون عن العمل لا يقدمون شيئا لنفسهم ولا للمجتمع)، يعمل هؤلاء الفتاة عند محققة تدعى أليس.

## الشخصيات
فوجيشيما نارومي (باليابانية: 藤島 鳴海، بالروماجي: Fujishima Narumi)
مؤدي الصوت: يوشيتسوغو ماتسوؤكا
أليس (باليابانية: アリス، بالروماجي:  Arisu)
مؤدية الصوت: يوي أوغورا
شينوزاكي أياكا (باليابانية: 篠崎 彩夏، بالروماجي: Shinozaki Ayaka)
مؤدية الصوت: آي كايانو
مين (باليابانية: 明، بالروماجي: Min)
مؤدية الصوت: هيتومي ناباتامي
يتسو (باليابانية: テツ، بالروماجي: Tetsu)
مؤدي الصوت: ماسايا ماتسكازي
الرائد (باليابانية: 少佐، بالروماجي: Shōsa)
مؤدي الصوت: كوكي مياتا
هيرو (باليابانية: ヒロ، بالروماجي: Hiro)
مؤدي الصوت: تاكاهيرو ساكوراي
الرابع (باليابانية: 四代目، بالروماجي:  Yondaime)
مؤدي الصوت: دايسكي أونو
ميو (باليابانية: メオ، بالروماجي: Meo)
مؤدية الصوت: ساكي أوغاساوارا
هيراساكا رينجي (باليابانية: 平坂 錬次، بالروماجي: Hirasaka Renji)
مؤدي الصوت: كينيتشي سوزومورا

## وصلات خارجية
- الموقع الرسمي (باليابانية)
- دفتر مذكرات السماء على موقع ANN manga (الإنجليزية)